# Psiloteredo healdi
Psiloteredo healdi is een tweekleppigensoort uit de familie van de Teredinidae. De wetenschappelijke naam van de soort is voor het eerst geldig gepubliceerd in 1931 door Bartsch.